# بوغاتش خان بن درسا خان (كتاب داده قورقوت)

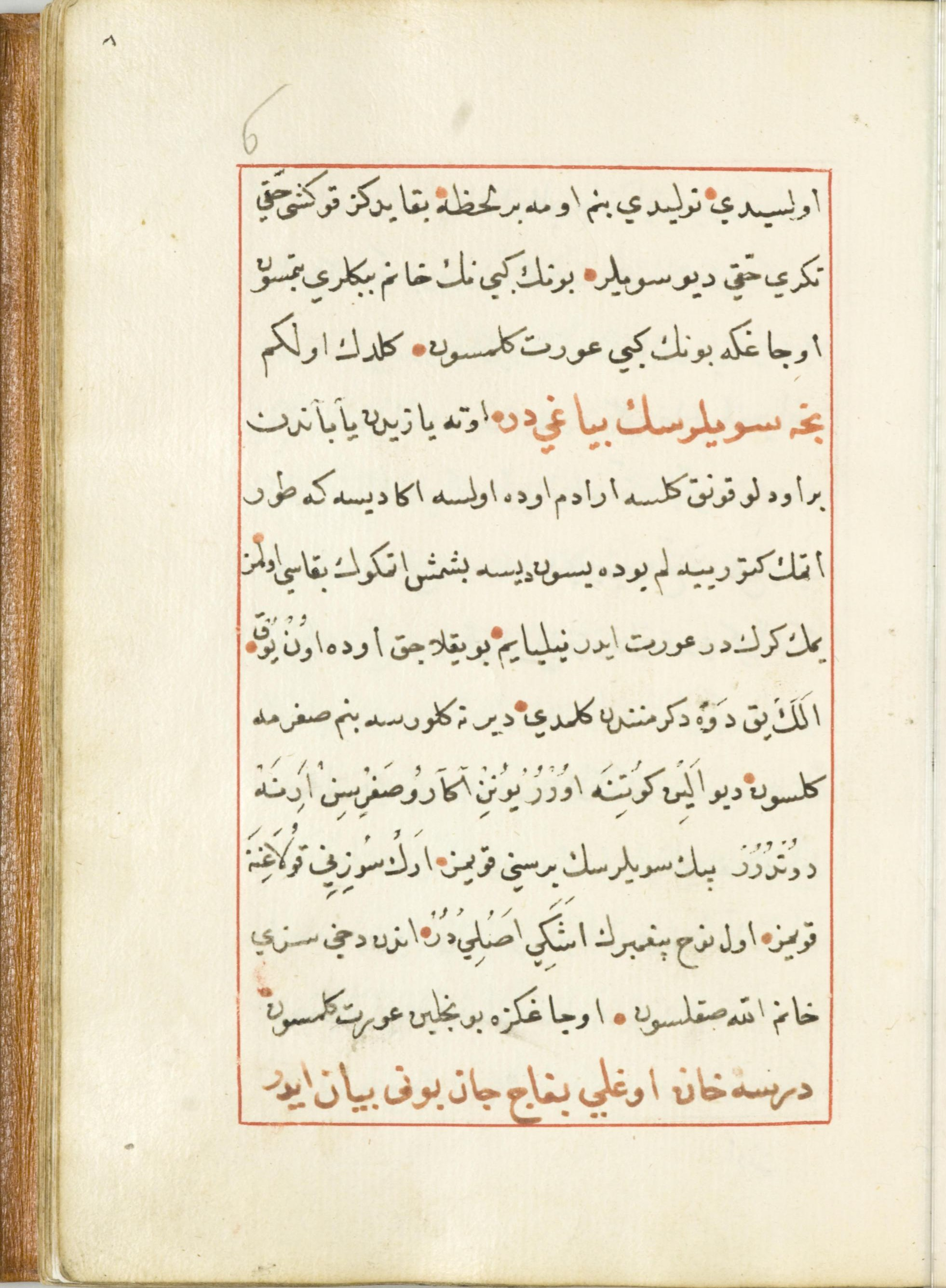

بوغاتش خان ابن ديرسه خان هي أسطورة من أساطير الأتراك وتمثل إحدى حكايات كتاب داده قورقوت.

## موضوعها
إحدى قصص داده كوركوت وتحكي عن ديرسه خان المصاحب لبايندير خان وأفكاره وإحساسه أثناء توليته عرش قارا أوتاغ وبطولات ابنه بوغاتش خان.
يأمر بايندر خان حكومته بتنظيم وليمة كبيرة للشعب كل عام علي أن تكون متكونة من ثلاثة خيم منفصلة لإستيعاب المسافرين القادمين في العام الواحد، وتلك الخيم من الأبيض والأحمر والأسود، فالخيمة البيضاء لمن لديهم ذكور والخيمة الحمراء لمن لديهم إناث أما الخيمة السوداء فهي للذين ليس لديهم أطفال، بايندير خان ليس لديه أطفال لذلك كان يري لعنة الرب لعدم إنجابه، أما ديرسه خان فانضم إلي 40 رجلا ليس لديهم أولاد ولكنه لم يرحب بهذا الفعل وقرر أن يحاسب السيدة وبينما كان يحاسب السيدة وجد نفسه يستمع لنصيحة، ولكنه يمسك بالنصيحة ويعد الطعام أيضا، وأن يساعد الناس وينال دعاء الخير وفي النهاية أصبح عنده ولد، وكبر الولد وتصارع مع ثور كبير لبايندير خان، فقلد الثور بمقاليد قوية وهزمه. ونال هذا الفوز العظيم اهتمام داده قورقوت وكُرِم من قِبَل والده. ولهذا فكر 34 من رجال والده بأن يضروه ويجعلوه يتحامل علي ولده، فنظموا رحلة صيد وأثناء الألعاب المتنوعة جعلوا الوالد يصيب ولده، فكان لبن أم بوغاتش خان وزهرة الجبل علاجاً لجرح الابن، وأنقذ الابن والده المخطوف من قبل 40 باسل، وأعطي ديرسه خان العرش لإبنه.